# 데이노수쿠스
데이노수쿠스(Deinosuchus)는 지금으로부터 8200만 ~ 7300만 년 전 백악기 후기에 살았던 악어의 한 절멸된 속으로서, 현존하는 앨리게이터의 친척이다. 학명의 어원은 그리스어 δεινός(끔찍한)와 σοῦχος(악어)로 '끔찍한 악어'라는 의미이다. 1850년대 미국의 노스캐롤라이나주에서 최초의 화석이 발견되었으나 지금의 '데이노수쿠스'라는 속명은 1909년에야 이름 붙여졌다. 1940년대에 일부 화석이 추가로 발견되었고 이는 훗날 미국 자연사 박물관이 복원한 두개골 석고 모형의 일부가 되었다. 여전히 이 거대한 포식자에 대해 알려진 바는 빈약하지만 최근에는 상태가 더 좋은 두개골 표본이 발견되어 데이노수쿠스에 대한 과학적 이해의 폭을 넓혀 주고 있다.
다 자란 개체의 최대 몸길이가 무려 15m에 달하는 데이노수쿠스는 현대에 존재하는 크로커다일이나 앨리게이터보다 훨씬 크지만, 전체적인 외형은 매우 흡사하다. 무언가를 부수는 것에 특화된 크고 단단한 이빨을 가지고 있었으며, 등은 두꺼운 반구형의 돌기로 덮여 있었다. 한 연구에서는 데이노수쿠스가 최대 50년을 살고, 현대의 악어와 성장 주기는 유사하지만, 현대 악어보다 오랜 기간 동안 성장을 했을지도 모른다는 사실을 알렸다.
데이노수쿠스의 화석은 텍사스 주, 몬태나 주와 동부 해안의 여러 주를 비롯한 미국의 10개 주에서 발견되었을 뿐만 아니라 북부 멕시코에서도 발견되었다. 그들은 서부내륙해로(Western Interior Seaway)의 양쪽에 서식하였는데, 동북아메리카 연안의 기회성 최상위 포식자였다. 데이노수쿠스는 서쪽 서식지에서 그들의 최대 몸길이에 이르게 되는 반면 동쪽은 그 개체수가 매우 많았다. 이 두 개체군이 서로 독립된 종인지에 대해서는 의견이 분분하다.
데이노수쿠스는 아마도 큰 공룡을 잡아 먹을 수 있었을 것이다. 또한 바다거북, 물고기, 그리고 다른 수생생물과 육상생물을 먹이로 삼았을 것이다.

## 생김새

### 형태

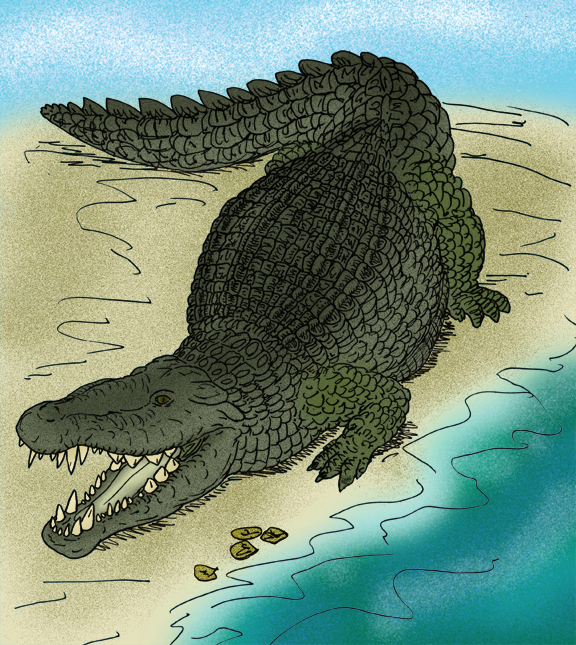
데이노수쿠스 루고수스의 복원도

큼지막한 크기에도 불구하고 데이노수쿠스의 전체 모습은 현존하는 악어의 모습과 흡사하다. 데이노수쿠스는 앨리게이터와 유사하게 끝이 약간 둥글납작하며 폭이 넓은 주둥이를 가지고 있다. 각각의 전상악골에는 4개의 이빨이 있는데, 주둥이 끝에 가장 가까운 한 쌍의 이빨은 나머지 두 이빨에 비해 상당히 작다. 각각의 상악골(주요 이빨이 위치한 위턱뼈)에는 21 혹은 22개의 이빨이 있다. 각각의 하악골(주요 이빨이 위치한 아래턱뼈)에 포함되는 이빨은 적어도 22개이다. 모든 이빨은 아주 두껍고 단단하지만 턱의 뒤쪽에 가까운 이빨은 짧고 둥글며 무디다. 찢는 것보다는 부수는 용도에 적합했으리라 보인다. 입이 닫혀 있을 때에는 아래턱의 이빨 4개만이 보였을 것이다.
현존하는 바다악어(Crocodylus porosus)는 16,414 N의 악력으로 살아 있는 어떤 동물보다도 무는 힘이 세다. 데이노수쿠스의 악력은 18,000 N에서 102,803 N으로 추산된다. 심지어 티라노사우루스와 같이 크고 힘센 수각류의 악력이 데이노수쿠스에게 미치지 못할 수 있다고 주장되어 왔다.
데이노수쿠스는 머리의 일부를 수면 아래에 담구는 동안 콧구멍을 통해 호흡하는 것을 가능케 하는 2차골구개(secondary bony palate)를 가지고 있었다. 척추 관절은 앞부분이 오목하게 들어가고 뒷부분은 볼록하게 튀어나오는 전요형으로 이어져 있었는데 이러한 방식은 뼈가 잘 맞물리는 구상관절을 이뤘을 것이다. 2차구개와 전요형 척추는 현존하는 에우수키아(Eusuchia) 악어에게서도 찾아볼 수 있는 발달된 특징이다.
데이노수쿠스의 등을 덮은 껍질은 매우 크고, 두꺼우며 깊은 자국이 나 있는데 그 중에는 반구형의 돌기도 있었다. 등껍질에 나 있는 깊은 자국과 홈은 결합조직의 부착점으로서 기능한다. 등껍질과 결합조직은 물 밖으로 나온 데이노수쿠스의 육중한 몸을 지탱하기 위해 하중을 잘 견디도록 하는 역할을 하였을 것이다. 이렇게 깊게 패인 등껍질은 데이노수쿠스가 그 육중한 덩치로도 현존하는 악어와 무척 흡사하게 땅 위를 걸어다닐 수 있었음을 시사하고 있다.

### 크기

데이노수쿠스(노란색)의 최대 몸길이는 현재 10.6m로 추산된다. 그에 반해서, 현존하는 가장 큰 바다악어는 겨우 6m 남짓이다.

화석에 내포된 단편적 성질에도 불구하고 데이노수쿠스의 커다란 크기는 대체로 인정받고 있다. 다만 실제 어느 정도로 커다란 지에 관한 추정치는 수년간 아주 다양했다. 최초의 추측은 1954년 당시 명명된 '포보수쿠스 리오그란덴시스(Phobosuchus riograndensis)'의 모식표본(type specimen)에 대한 추정치인데, 1.5m 길이의 두개골과 1.8m의 하악골을 바탕으로 쿠바악어와 유사한 비율로 복원하여 추산된 전체 15m의 몸길이였다. 그러나 이 복원은 오늘날 부정확한 것이라 간주된다. 보다 완전한 화석을 이용하여 1999년에는 데이노수쿠스의 표본으로 얻어진 크기가 8~10m로 다양하고, 몸무게는 2.5~5t까지 나간다고 추산되었다. 이후에 데이노수쿠스 루고수스의 널리 알려진 표본들이 보통 1m 크기의 두개골을 가지고 있었고 8m의 몸길이와 2.3t의 무게로 추산된다는 것이 알려지자, 앞의 추산치가 입증되었다. 텍사스주에서 발견된 두개골 표본은 보존 상태가 양호했는데, 머리가 대략 1.31m로 측정되며 몸길이는 9.8m로 추산됨을 보여주었다. 그러나 데이노수쿠스 리오그란덴시스의 가장 큰 부분 화석은 루고수스의 1.5배에 달하는 크기였으며 가장 큰 개체는 그 길이가 최대 15m에, 무게는 6t 정도를 최대치로 본다고 밝혀졌다.
데이노수쿠스 리오그란덴시스 표본의 유독 큰 하악골 단편은 두개골의 길이가 대략 147.5cm인 개체로부터 나온 것이라 추정되었다. 이 길이는 미시시피악어의 두개골 길이를 몸길이와 연관짓는 회귀방정식과 함께 이 특별한 표본의 몸길이를 10.6m로 추산하는데 이용되었다. 이는 이 종에 대한 이전의 추산치보다 미미하게 낮아진 수치이다. 데이노수쿠스는 흔히 지구 역사상 가장 큰 악어라고 묘사되어 왔다. 그러나 푸루스사우루스(Purussaurus), 람포수쿠스(Rhamphosuchus) 그리고 사르코수쿠스(Sarcosuchus)와 같은 악어들이 크기에 있어서는 동등하거나 능가할지도 모른다.

## 고생물학

### 서식지

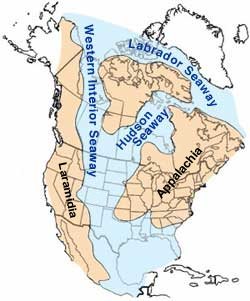
1억 년 전 백악기 중기의 서부내륙해로(Western Interior Seaway).

데이노수쿠스는 서부내륙해로(Western Interior Seaway)의 양쪽에 서식하였다. 미국의 유타, 몬태나, 와이오밍, 뉴멕시코, 뉴저지, 조지아, 앨라배마, 미시시피, 텍사스 그리고 노스캐롤라이나 10개 주에서 표본이 발견되었다. 샌 카를로스 층(San Carlos Formation)에서 발견된 데이노수쿠스의 등껍질이 2006년에 보고되어, 이 거대한 악어의 서식지에 북부 멕시코의 일부가 포함되어 있었을 지도 모른다. 데이노수쿠스의 화석은 앨라배마주 경계에 인접한, 조지아 주의 걸프 해안평원(Gulf Coastal Plain) 지역에서 가장 흔하게 발견된다. 알려져 있는 모든 데이노수쿠스의 표본은 백악기 후기의 캄파니아계에서 발견되었다. 이 속의 가장 오래된 개체는 대략 8000만 년 전에 살았고 가장 어린 개체는 약 7300만 년 전에 살았다.
데이노수쿠스 표본의 분포는 이 거대한 악어가 강 어귀의 환경을 선호했을 지도 모른다는 것을 나타낸다. 몇몇 가장 큰 데이노수쿠스의 표본이 발견된 텍사스 주의 아구자 층(Aguja Formation)에서 이 거대한 포식자는 아마도 기수의 만에서 서식했을 것이다. 비록 몇몇 표본은 해성층(marine deposit)에서도 발견되었지만 데이노수쿠스가 바다로 나아가기를 감행했을지(현존하는 바다악어와 같이)는 확실하지 않다. 이 화석들이 죽은 뒤에 제자리를 벗어났을지도 모르기 때문이다. 데이노수쿠스는, 백악기 후기 북아메리카의 남반부를 차지하여 뚜렷하다고 알려진 생물군계의 '두드러진' 요소로 여겨진다.

### 섭식

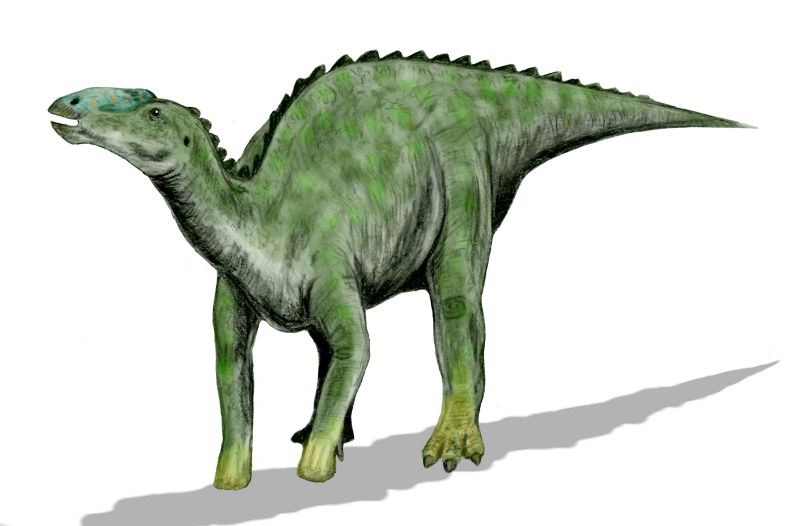
데이노수쿠스는 큰 조각류 공룡을 잡아먹었을 것이다. 크리토사우루스는 아구자 층(Aguja Formation) 생태계의 이 거대한 악어와 동시대에 존재했다.

1954년 에드윈 H. 콜버트와 롤랜드 T. 버드는 데이노수쿠스가 "동시대에 살았던 몇몇 공룡들을 잡아 먹는데 아주 능숙했을 것이다."라고 추측하였다. 그 중에서도 콜버트는 1961년에 "분명히 이 악어는 공룡의 포식자였음이 틀림 없다. 그렇지 않다면 어째서 그렇게 압도적으로 거대해야 했을까? 그들은 거대한 수각류 공룡이 가지 못하는 물 속에서 사냥하였다."고 단언하였다. 2002년 데이빗 R. 스퀴머는 빅벤드 국립공원 근처에서 발견된 몇몇 하드로사우리드 공룡의 꼬리뼈가 데이노수쿠스의 잇자국을 보여주는 증거이며, 데이노수쿠스가 적어도 어떤 경우에는 공룡을 먹이로 삼았다는 가설에 힘을 실어주는 것이라 하였다. 2003년 크리스토퍼 A. 브로처는 데이노수쿠스가 "아마도 이따금 조각류를 먹고 살았다는 데에" 동의하였다. 데이노수쿠스는 물가에 있는 공룡이나 다른 육상동물들을 매복해 있다가 공격한 뒤, 익사할 때까지 물 속에 빠트리는 일반적으로 현존 악어와 비슷한 사냥법을 사용했으리라 추정된다. 2014년의 한 연구에서는 그들이 현존하는 악어와 같이 '데스롤(death roll)'을 사용할 수 있었음을 제시했다.
스퀴머와 G. 덴트 윌리엄은 1996년, 데이노수쿠스가 바다거북을 잡아먹었을 지도 모른다고 하였다. 데이노수쿠스는 아마도 아래턱 뒤쪽의 단단하고 평평한 이빨을 거북의 등껍질을 부수는데 사용했을 것이다. '측면에 목이 있는' 바다 거북 보트레미스(Bothremys)는 특히 데이노수쿠스의 동쪽 서식지에 흔했고 일부 등껍질에서는 큰 악어에게 물린 듯한 자국이 발견되었다.
스퀴머는 2002년에 데이노수쿠스의 식성이 아마 지리적 위치에 따라 달랐으리라 판단을 내렸다. 북아메리카 동부의 보다 작은 데이노수쿠스 개체군은 현존하는 미시시피악어와 비슷한 생태적 지위의 기회주의적 포식자였을 것이다. 그들은 바다거북, 큰 물고기, 그리고 보다 작은 공룡들을 먹고 살았을 것이다. 텍사스와 몬태나 주에서 서식했던 상대적으로 크지만 개체수는 적은 데이노수쿠스는 큰 공룡들을 잡아 먹는데에 보다 전문화된 사냥꾼이었을지도 모른다. 스퀴머는 데이노수쿠스의 동쪽 서식지에서 어떠한 수각류 공룡도 그들의 크기에 필적하지 못했고, 이 거대한 악어가 그 지역의 최상위 포식자였을 수도 있다는 것을 시사한다고 언급하였다.

### 성장률

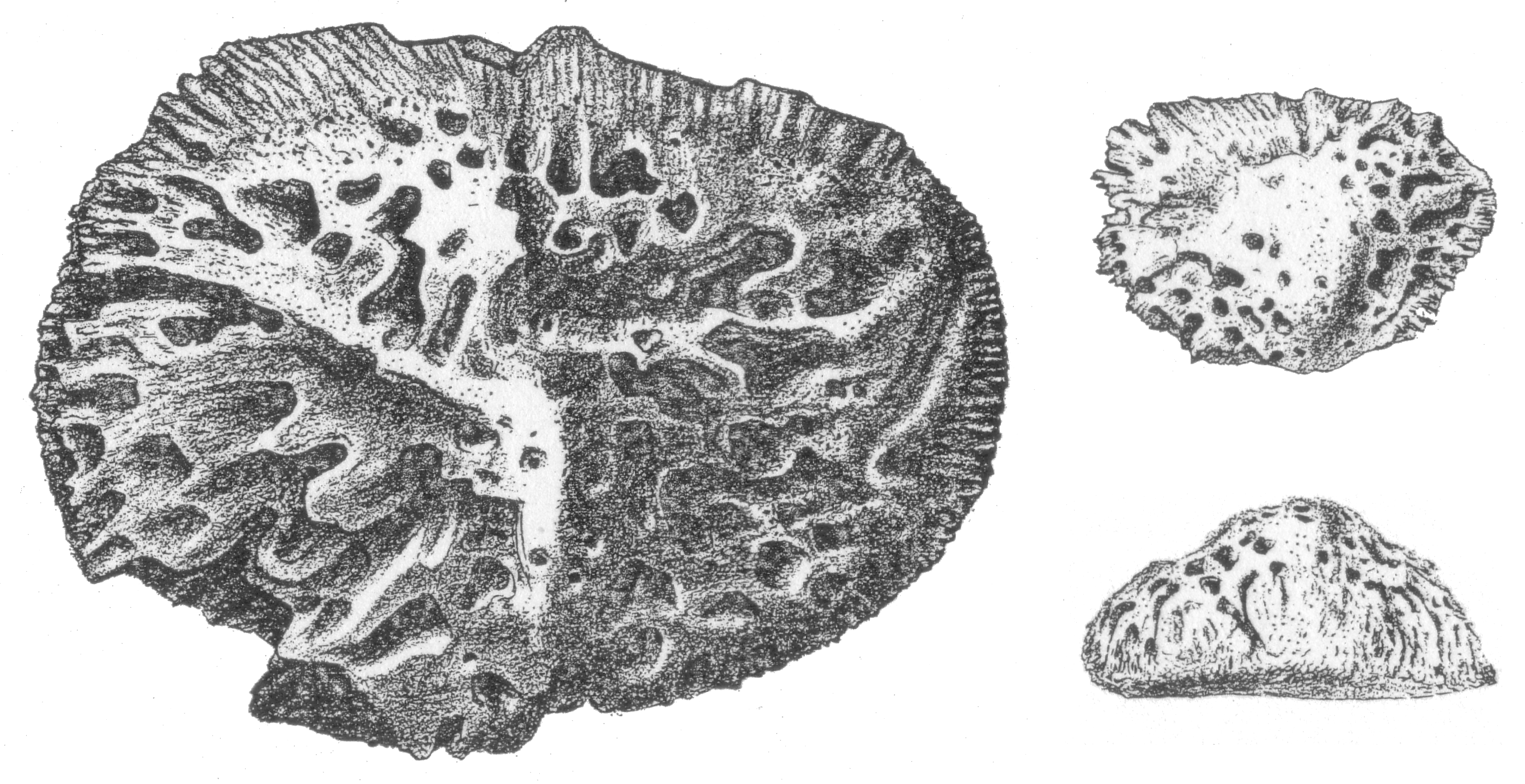
W.J. 홀랜드가 묘사한 데이노수쿠스의 등껍질. 현존하는 악어의 등껍질에 비해 상당히 두껍다.

1999년, 그레고리 M. 에릭슨과 크리스토퍼 A. 브로처는 한 연구에서 현대의 악어와 성장 주기는 비슷하지만, 현대 악어보다 오랜 기간 동안 성장을 했을지도 모른다고 말했다. 다양한 표본의 등에 나있는 돌기의 성장 고리에 근거한 그들의 추정치는 데이노수쿠스가 각자 완전한 어른 크기에 이르려면 35년이 넘게 걸렸을 지도 모르며, 최고령 개체는 50년 이상을 살았을 지도 모른다고 한다. 이것은 매우 빠르게 어른 크기로 자라고 보다 짧은 수명을 가지는 큰 공룡의 성장 전략과는 완전히 다른 것이다. 에릭슨의 말을 따르자면, 다 자란 데이노수쿠스는 "오고 가는 공룡들의 여러 세대를 보았을 것임이 틀림 없다."
2002년 스퀴머는 성장률에 관한 에릭슨과 브로처의 가설이 현존하는 악어가 그러하듯, 돌기의 고리가 1년의 기간을 나타낼 경우에만 유효하다고 언급했다. 스퀴머의 말을 따르자면, 관찰되는 성장 고리의 패턴이 다양한 요인에 의해 영향을 받을 수 있는데, 그 요인은 "그들 먹이의 이동, 건기와 우기에 따른 기후 변화 혹은 해류와 영양주기"를 포함하는 것이다. 만일 그 고리의 순환이 1년 주기가 아닌 연 2회 주기라면 이는 데이노수쿠스가 현존하는 악어에 비해 빨리 자라면서도 최대 수명은 비슷했음을 나타내는 것일 수 있다.

## 발견 및 명명

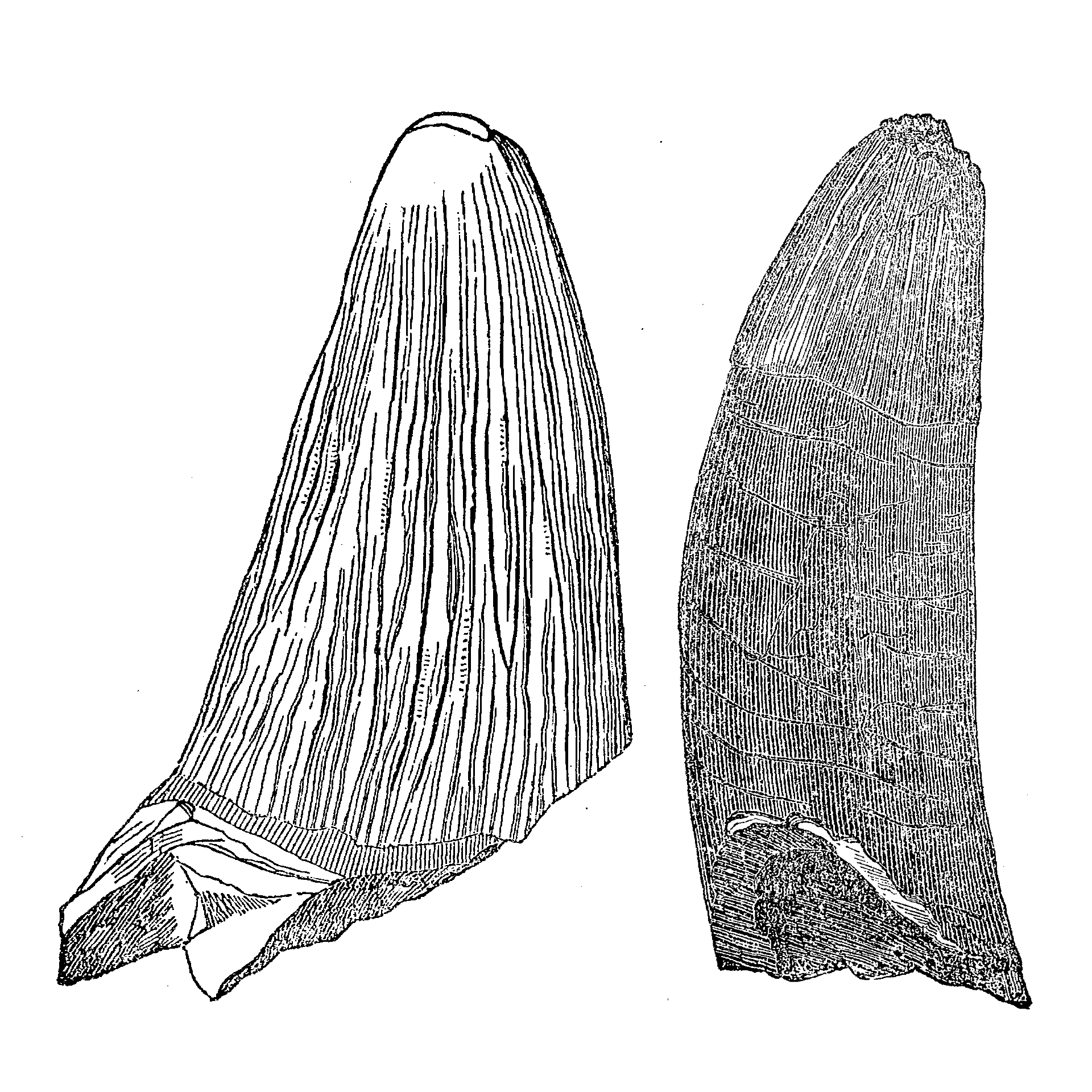
에버니저 에몬스는 1858년 두 이빨 화석을 그렸다. 이것은 아마도 후에 데이노수쿠스라 이름 붙여질 악어의 것이었다.

1858년 지질학자 에버니저 에몬스는 노스캐롤라이나주 블레이든 카운티에서 발견된 두 개의 큰 이빨 화석을 묘사하였다. 에몬스는 이 이빨을 그가 "악어목 파충류의 한 속"이라 믿었던 폴립티코돈(Polyptychodon)의 것으로 간주하였으나, 이후의 발견으로 폴립티코돈이 사실은 해양 파충류의 한 종류인 플리오사우루스아목(Pliosauroidea)에 속한다는 것이 밝혀졌다. 에몬스가 묘사한 이빨은 두껍고, 약간 곡선을 그리며 수직으로 홈이 나있는 에나멜질로 덮여 있는데 그는 이를 두고 폴립티코돈 루고수스(P. rugosus)라는 새로운 종의 것으로 간주하였다. 비록 처음에는 그렇게 인식되지 않았지만, 이 이빨은 과학적으로 설명되어야 하는 첫 번째 데이노수쿠스였을 것이다. 인접한 샘슨 카운티에서 발견된 데이노수쿠스의 것이라 추정되는 또다른 이빨은 1869년 에드워드 드링커 코프에 의해 폴리덱테스 비투르기두스(Polydectes biturgidus)라 명명되었다.
1903년, 몬태나주의 윌로크리크(Willow Creek)에서는 "표토 위에 놓여 있던" 몇몇 등껍질 화석이 존 벨 해처와 T.W. 스텐턴에 의해 발견되었다. 처음 이 등껍질은 안킬로사우루스과 공룡인 유오플로케팔루스의 것이라 여겨졌다. W.H. 어터백에 의해 발굴되는 그 지역에서는 추가 등껍질뿐만이 아니라 척추뼈, 갈비뼈 그리고 두덩뼈를 포함한 화석이 추가로 발굴되었다. 이 표본들이 조사되던 때에, 그것이 공룡이 아닌 거대한 악어의 것이라는게 분명해지자, 연구에 몰두하던 해처는 이 주제에 "바로 흥미를 잃어버렸다." 1904년 해처가 사망한 후, 그의 동료 W.J. 홀랜드는 그 화석들을 연구하여 밝혀냈다. 홀랜드는 1909년 이 표본을 새로운 속과 종인 데이노수쿠스 해처리(Deinosuchus hatcheri)의 것이라 여겼다. 데이노수쿠스는 '끔찍한'이라는 의미의 그리스어 δεινός와 '악어'라는 의미의 σοῦχος로부터 유래했다.

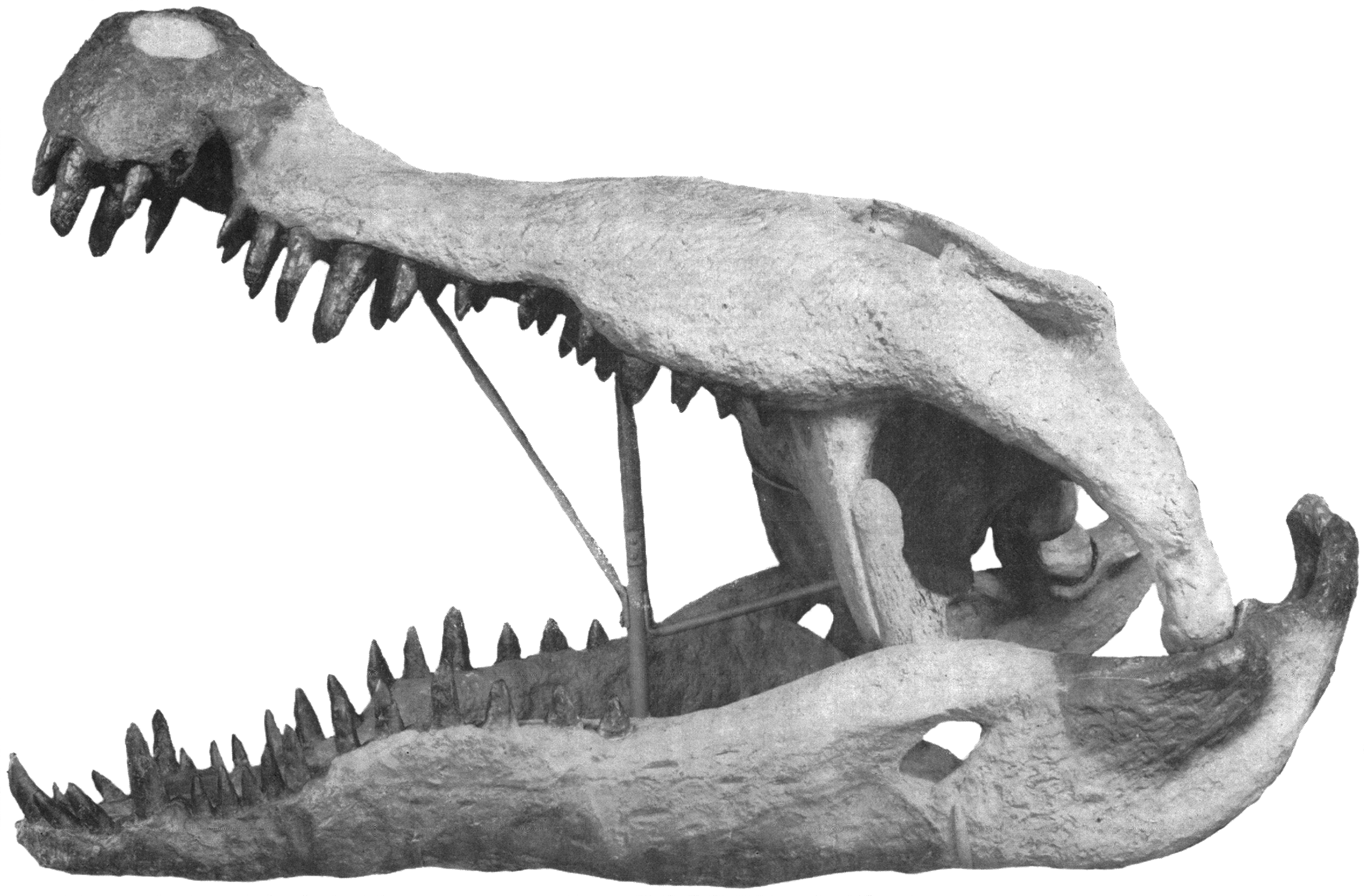
거의 반세기 동안 미국 자연사 박물관에 전시된 이 두개골 복원은 아마도 데이노수쿠스의 화석 중에서 가장 잘 알려져 있을 것이다. 밝은 부분은 석고상이고 어둡게 나타나는 부분이 실제 화석이다.

1940년, 이번에는 텍사스주의 빅벤드 국립공원에서 미국 자연사 박물관에 의한 원정으로 이 거대한 악어의 더 많은 화석이 발견되었다. 이 표본은 1954년 에드윈 H. 콜버트와 롤랜드 T. 버드에 의해 포보수쿠스 리오그란덴시스(Phobosuchus riograndensis)라는 이름으로 설명되었다. 도널드 베어드와 잭 호너는 뒷날 빅벤드에서 나온 화석을, 대부분의 최근 권위자들이 인정하듯이, 데이노수쿠스의 것이라 하였다. 1924년 프란츠 노프쳐(Franz Nopcsa) 남작이 처음으로 포보수쿠스(Phobosuchus)라 명명한 이 속은 서로 가까운 관련이 없다고 밝혀진 여러 다른 악어 종을 포함하고 있었기에 폐기되었다.
미국 자연사 박물관은 두개골과 하악골 조각을 현존하는 쿠바악어를 본떠 만든 석고 복원 모형의 일부에 포함시켰다.(오른쪽 사진 참조) 콜버트와 버드는 바다악어와 같이 현존하는 긴 두개골을 가진 종을 본보기로 삼았더라면, 훨씬 큰 길이였을 것이라며 이를 '보수적인' 복원이라 언급하였다. 당시에는 데이노수쿠스가 넓은 주둥이를 가지고 있었다는 것을 알지 못했기 때문에 콜버트와 버드는 두개골의 길이를 오산하였고, 그들의 복원은 그 전체의 폭과 길이가 대단히 과장되었다. 부정확함에도 불구하고 이 복원된 두개골은 데이노수쿠스의 가장 잘 알려진 표본이 되었고, 처음으로 이 거대한 악어에 대한 세간의 이목을 끌었다.
향후 수십 년 동안 데이노수쿠스의 많은 추가 표본이 발견되었다. 대부분은 상당히 단편적이지만 이 거대한 포식자의 지리적 범위에 대한 지식을 확장시켜 주었다. 크리스토퍼 브로처는 (데이노수쿠스의) 등껍질, 혹은 그 '뼈 부스러기'조차도 충분히 데이노수쿠스의 존재를 명확하게 만들어 줄만큼 특이하다고 지적했다. 더 나은 두개골 또한 발견되어 2002년까지 데이빗 R. 스퀴머는 컴퓨터 합성으로 두개골의 90%를 복원할 수 있었다.

## 분류 및 종

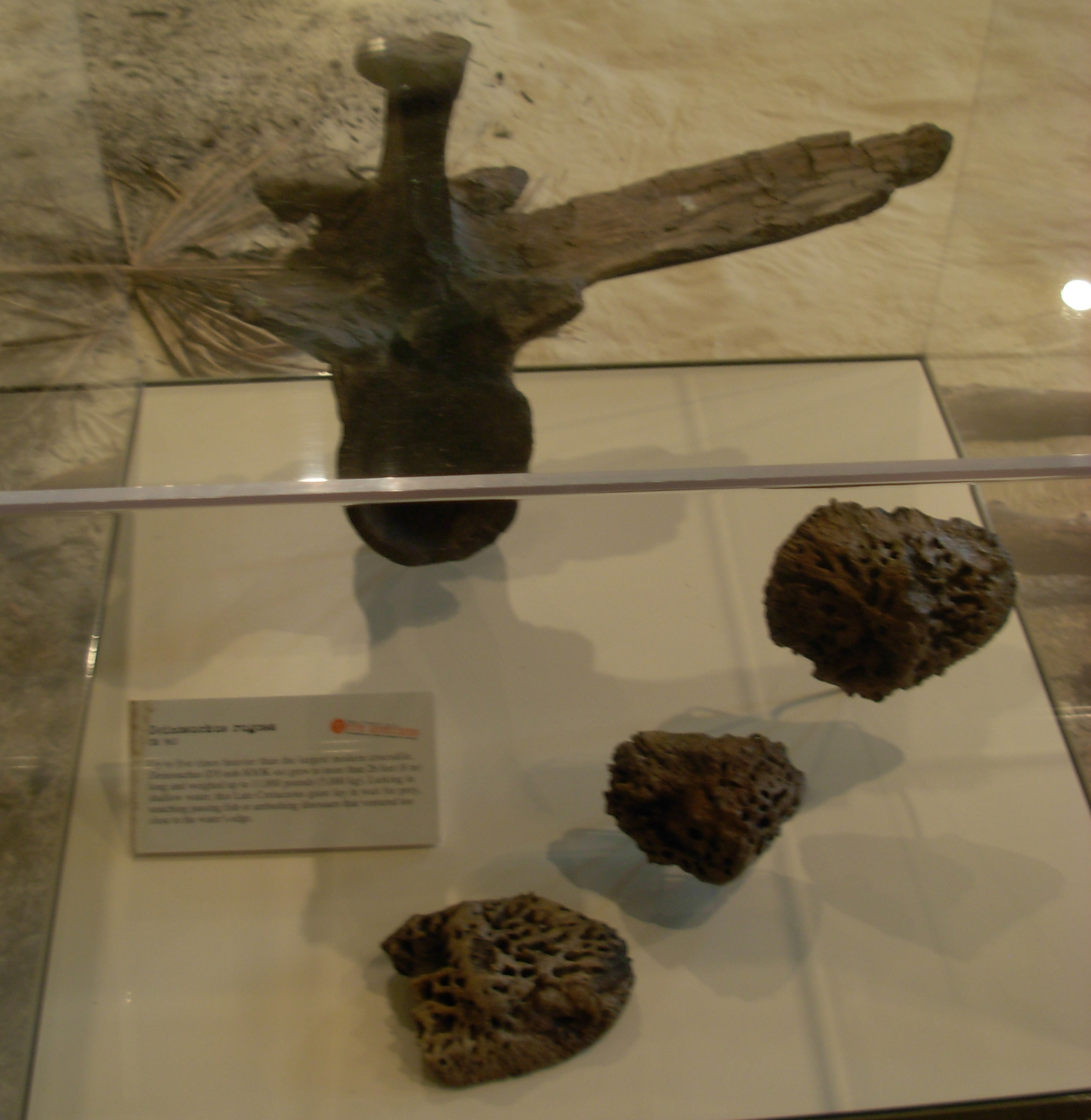
카네기 자연사 박물관에 전시된 데이노수쿠스의 등껍질과 척추뼈.

훗날 데이노수쿠스로 밝혀지게 될 최초의 부분 화석이 발견된 이래, 1954년에는 크로커다일과로 분류되어 데이노수쿠스가 크로커다일의 먼 친척이라는 것이 밝혀졌고, 주로 이빨의 특징이 이를 뒷받침해주었다. 그러나 1999년, 텍사스주와 조지아주에서 발견된 새로운 표본에 대한 조사 결과는, 데이노수쿠스가 레이디오수쿠스(Leidyosuchus)와 함께 앨리게이터상과의 분류군에서 기저가 되는 위치에 있다는 것을 발견하는 것으로, 이 악어를 계통발생학적으로 분석하는 것에 도움을 주어 이전의 분류를 뒤집었다. 이 새로운 분류는 2005년 앨라배마주 블러프타운 층의 잘 보존된 데이노수쿠스 두개골(현존하는 미국 앨리게이터를 연상시키는 몇몇 특징을 보여주는)의 발견으로 뒷받침되었으나 데이노수쿠스가 현존하는 앨리게이터의 직계 조상은 아니었다.
1979년, 서부내륙해로 동쪽의 데이노수쿠스 루고수스(D. rugosus)와 내륙해로 서쪽의, 루고수스보다 큰 데이노수쿠스 리오그란덴시스(D. riograndensis)의 '두 종이 포함되어 인정받은 속명'이 부활한 이래, 데이노수쿠스에 속하는 종들은 등껍질과 이빨 형태의 차이점으로 특징지어졌으나 이러한 견해가 항상 모든 연구자들에게서 호응을 얻지는 못했다. 그 결과, 2002년에는 두 종 사이에서 발견되는 차이점이 서부 개체(western morph)의 보다 큰 크기로 인한 결과로서 설명되며 따라서 데이노수쿠스 루고수스라는 하나의 종만이 있다는 점이 제기되었다. 이러한 제의는 지지를 받거나 비판에 직면하였고, 2010년에는 내륙해로 양쪽에서 발견된 새로운 화석과 표본이 두 개체군(the two morphs) 사이의 차이점들은 단지 크기와 관련된 것만이 아니라 동부의 루고수스 중에서도 큰 크기의 표본이 가진 이빨은 같은 동부 지역의 다른 표본들이 갖고 있는 공통적 특징을, 서부 개체 중에서도 작은 표본으로부터 나온 등껍질은 큰 표본이 가진 것과 다르지 않음을 보여주어 두 개체군(지금은 명확해진 데이노수쿠스 루고수스와 데이노수쿠스 리오그란덴시스) 사이의 구체적인 구분에는 힘을 실어 주는 동시에, 하나의 종에 대한 주장은 수그러들었다.
아래 분기도는 데이노수쿠스의 계통 발생적 위치이다.
|  | "Crocodylus" affinis †      |
|  |                             |
|  | 크로커다일과 (Crocodylidae) |
|  |                             |

|  | 레이디오수쿠스 카나덴시스 (Leidyosuchus canadensis) †                                    |
|  |                                                                                          |
|  | 데이노수쿠스 (Deinosuchus spp.) †                                                        |
|  |                                                                                          |
|  | \| \| Brachychampsa montana † \| \| \| \| \| \| 앨리게이터과 (Alligatoridae) \| \| \| \| |
|  |                                                                                          |
|  | Brachychampsa montana †                                                                  |
|  |                                                                                          |
|  | 앨리게이터과 (Alligatoridae)                                                             |
|  |                                                                                          |

|  | Brachychampsa montana †      |
|  |                              |
|  | 앨리게이터과 (Alligatoridae) |
|  |                              |

|  | "Crocodylus" affinis †      |
|  |                             |
|  | 크로커다일과 (Crocodylidae) |
|  |                             |

|  | 레이디오수쿠스 카나덴시스 (Leidyosuchus canadensis) †                                    |
|  |                                                                                          |
|  | 데이노수쿠스 (Deinosuchus spp.) †                                                        |
|  |                                                                                          |
|  | \| \| Brachychampsa montana † \| \| \| \| \| \| 앨리게이터과 (Alligatoridae) \| \| \| \| |
|  |                                                                                          |
|  | Brachychampsa montana †                                                                  |
|  |                                                                                          |
|  | 앨리게이터과 (Alligatoridae)                                                             |
|  |                                                                                          |

|  | Brachychampsa montana †      |
|  |                              |
|  | 앨리게이터과 (Alligatoridae) |
|  |                              |

|  | "Crocodylus" affinis †      |
|  |                             |
|  | 크로커다일과 (Crocodylidae) |
|  |                             |

|  | 레이디오수쿠스 카나덴시스 (Leidyosuchus canadensis) †                                    |
|  |                                                                                          |
|  | 데이노수쿠스 (Deinosuchus spp.) †                                                        |
|  |                                                                                          |
|  | \| \| Brachychampsa montana † \| \| \| \| \| \| 앨리게이터과 (Alligatoridae) \| \| \| \| |
|  |                                                                                          |
|  | Brachychampsa montana †                                                                  |
|  |                                                                                          |
|  | 앨리게이터과 (Alligatoridae)                                                             |
|  |                                                                                          |

|  | Brachychampsa montana †      |
|  |                              |
|  | 앨리게이터과 (Alligatoridae) |
|  |                              |

|  | "Crocodylus" affinis †      |
|  |                             |
|  | 크로커다일과 (Crocodylidae) |
|  |                             |

|  | 레이디오수쿠스 카나덴시스 (Leidyosuchus canadensis) †                                    |
|  |                                                                                          |
|  | 데이노수쿠스 (Deinosuchus spp.) †                                                        |
|  |                                                                                          |
|  | \| \| Brachychampsa montana † \| \| \| \| \| \| 앨리게이터과 (Alligatoridae) \| \| \| \| |
|  |                                                                                          |
|  | Brachychampsa montana †                                                                  |
|  |                                                                                          |
|  | 앨리게이터과 (Alligatoridae)                                                             |
|  |                                                                                          |

|  | Brachychampsa montana †      |
|  |                              |
|  | 앨리게이터과 (Alligatoridae) |
|  |                              |

|  | "Crocodylus" affinis †      |
|  |                             |
|  | 크로커다일과 (Crocodylidae) |
|  |                             |

|  | 레이디오수쿠스 카나덴시스 (Leidyosuchus canadensis) †                                    |
|  |                                                                                          |
|  | 데이노수쿠스 (Deinosuchus spp.) †                                                        |
|  |                                                                                          |
|  | \| \| Brachychampsa montana † \| \| \| \| \| \| 앨리게이터과 (Alligatoridae) \| \| \| \| |
|  |                                                                                          |
|  | Brachychampsa montana †                                                                  |
|  |                                                                                          |
|  | 앨리게이터과 (Alligatoridae)                                                             |
|  |                                                                                          |

|  | Brachychampsa montana †      |
|  |                              |
|  | 앨리게이터과 (Alligatoridae) |
|  |                              |

|  | "Crocodylus" affinis †      |
|  |                             |
|  | 크로커다일과 (Crocodylidae) |
|  |                             |

|  | 레이디오수쿠스 카나덴시스 (Leidyosuchus canadensis) †                                    |
|  |                                                                                          |
|  | 데이노수쿠스 (Deinosuchus spp.) †                                                        |
|  |                                                                                          |
|  | \| \| Brachychampsa montana † \| \| \| \| \| \| 앨리게이터과 (Alligatoridae) \| \| \| \| |
|  |                                                                                          |
|  | Brachychampsa montana †                                                                  |
|  |                                                                                          |
|  | 앨리게이터과 (Alligatoridae)                                                             |
|  |                                                                                          |

|  | Brachychampsa montana †      |
|  |                              |
|  | 앨리게이터과 (Alligatoridae) |
|  |                              |

|  | "Crocodylus" affinis †      |
|  |                             |
|  | 크로커다일과 (Crocodylidae) |
|  |                             |

|  | 레이디오수쿠스 카나덴시스 (Leidyosuchus canadensis) †                                    |
|  |                                                                                          |
|  | 데이노수쿠스 (Deinosuchus spp.) †                                                        |
|  |                                                                                          |
|  | \| \| Brachychampsa montana † \| \| \| \| \| \| 앨리게이터과 (Alligatoridae) \| \| \| \| |
|  |                                                                                          |
|  | Brachychampsa montana †                                                                  |
|  |                                                                                          |
|  | 앨리게이터과 (Alligatoridae)                                                             |
|  |                                                                                          |

|  | Brachychampsa montana †      |
|  |                              |
|  | 앨리게이터과 (Alligatoridae) |
|  |                              |

|  | "Crocodylus" affinis †      |
|  |                             |
|  | 크로커다일과 (Crocodylidae) |
|  |                             |

|  | 레이디오수쿠스 카나덴시스 (Leidyosuchus canadensis) †                                    |
|  |                                                                                          |
|  | 데이노수쿠스 (Deinosuchus spp.) †                                                        |
|  |                                                                                          |
|  | \| \| Brachychampsa montana † \| \| \| \| \| \| 앨리게이터과 (Alligatoridae) \| \| \| \| |
|  |                                                                                          |
|  | Brachychampsa montana †                                                                  |
|  |                                                                                          |
|  | 앨리게이터과 (Alligatoridae)                                                             |
|  |                                                                                          |

|  | Brachychampsa montana †      |
|  |                              |
|  | 앨리게이터과 (Alligatoridae) |
|  |                              |

## 같이 보기
- 사르코수쿠스